# Nueva Esperanza (Paraguay)
Nueva Esperanza es una ciudad ubicada al sur del departamento de Canindeyú en Paraguay, conocida en su distrito como la «Capital del Granero» con la instalación de las grandes empresas de exportación y la comercialización de su producción agrícola. 
El distrito de Nueva Esperanza es una ciudad nueva que linda con Brasil al sur; cerca de las ciudades como Salto del Guairá y Katueté y La Paloma y Cruce Carolina al norte, en leste tiene San Alberto; más adelante tiene Hernandarias y Ciudad del Este.

## Población
Su población compuesta en gran parte por brasileños de origen alemán e italiano y sus descendientes nacidos en Paraguay encontraron aquí la tierra fértil, buen clima para la producción agrícola, la ganadería de caña de azúcar, transportes y los servicios más allá del comercio que esta ganando impulso con la entrada de nuevas empresas vienen a explorar el potencial económico.

### Demografía
Cuenta con un total de 11 069 habitantes según datos oficiales del censo paraguayo de 2022.